# Into Somethin’
Into Somethin’ — четвёртый альбом американского джазового органиста Ларри Янга, его дебют на лейбле Blue Note Records в качестве бэндлидера. В составе квартета с Янгом играют гитарист Грант Грин, саксофонист Сэм Риверс и барабанщик Элвин Джонс. Альбом записан Руди Ван Гелдером 12 ноября 1964 года. Из пяти пьес альбома четыре написаны Янгом, одна — «Plaza De Toros» — Грином.

## Отзывы
Скотт Яноу из Allmusic в своём обзоре отметил:
Ларри, который, как и большинство органистов, изначально звучал близко к Джимми Смиту, совершил большой шаг прочь от доминирующего влияния в этой бойкой и красочной программе. Вся музыка, за исключением блюза «Backup», довольно сложна, своеобразна и показывает, что Янг весьма осведомлён о модальным подходе Джона Колтрейна.

## Список композиций
Вся музыка написана Ларри Янгом, если не указано иное.
| №                   | Название                                                                            | Автор(ы)            | Длительность |
| ------------------- | ----------------------------------------------------------------------------------- | ------------------- | ------------ |
| 1.                  | «Tyrone»                                                                            |                     | 9:37         |
| 2.                  | «Plaza De Toros»                                                                    | Grant Green         | 9:35         |
| 3.                  | «Paris Eyes»                                                                        |                     | 6:38         |
| 4.                  | «Backup»                                                                            |                     | 8:36         |
| 5.                  | «Ritha» (Версия трио)                                                               |                     | 6:43         |
| 6.                  | «Ritha (Quartet Version)» (Бонус-трек на CD-переиздании в серии Connoisseur Series) |                     | 6:51         |
| Общая длительность: | Общая длительность:                                                                 | Общая длительность: | 48:20        |

## Участники
- Ларри Янг — орган
- Сэм Риверс — тенор-саксофон [1-4, 6]
- Грант Грин — гитара
- Элвин Джонс — ударные